# 鱒沢館
鱒沢館（ますざわやかた）は、岩手県遠野市（旧宮守村）にあった日本の城。別名上町館。

## 歴史・沿革
築城年代は不明。室町から戦国期の遠野阿曽沼氏の一族鱒沢氏の本拠。かつての陸奥国閉伊郡上鱒沢村に所在する。
城跡は、猿ヶ石川の流域で、長泉寺裏から伸びた笠通山の尾根筋端部にあり、斜面を7-8段の階段状の平坦地で重ね、その周囲を空堀で囲む山城である。
「阿曽沼氏略系」によると、遠野横田城城主阿曽沼光綱の次男（鱒沢）守綱が遠野保のうち鱒沢と小友村の半分を領知し、上町に館を築いたことに始まるといわれ、鱒沢は遠野と北上川流域、または三陸と結ぶ交通の要所であり、三男守儀も隣郷綾織の宇夫方氏を継いでおり、一族を五輪峠を挟んだ江刺と遠野とを結ぶ要衝の地に配した。
天正18年（1590年）、小田原不参によって阿曽沼氏は領主権を没収され南部氏配下となったが、
天正20年（1592年）、「諸城破却書上」には「閉伊郡之内 増沢 山城 浅沼忠次郎 持分」とあり、破却は免れた。
慶長5年（1600年）、鱒沢佐馬助広勝らは南部氏と結んで、阿曽沼一族内訌によって主家阿曽沼広長に叛逆し、気仙方向に追放したが、広勝は遠野奪還を企てて来攻した阿曽沼広長の軍勢との戦いで討死した。
南部家の家臣として遠野の所領を安堵された鱒沢氏だったが、鱒沢広勝の子・忠右衛門が謀反の疑いによって誅殺されて滅んだ。

## 参考資料
- 『岩手県史 第3巻 中世篇 下』岩手県、1961年10月20日。
- 児玉幸多、坪井清足『日本城郭大系 第2巻 青森・岩手・秋田』新人物往来社、1980年7月15日。
- 「角川日本地名大辞典」編纂委員会『角川日本地名大辞典 3 岩手県』角川書店、1985年。ISBN 4040010302。
- 岩手県教育委員会 1986「鱒沢館」『岩手県文化財調査報告書82：岩手県中世城館跡分布調査報告書』岩手県教育委員会 p.242
- 村田修三『図解中世城郭辞典 第一巻』新人物往来社、1987年4月25日。
- （有）平凡社地方資料センター『日本歴史地名大系 第3巻 岩手県の地名』平凡社、1990年7月13日。ISBN 4-582-91022-X。